# Anton Weilmaier
Anton Weilmaier (* 2. April 1920 in Hausham; † 24. April 1981) war ein deutscher Politiker (SPD).
Weilmaier besuchte die Volksschule, die Bergbauberufsschule und schloss die Berufsausbildung zum Bergmann ab. Diesen Beruf übte er noch bis 1947 aus. Im Zweiten Weltkrieg war er als Gebirgsjäger unterwegs, 1943 wurde er in der Nähe von Orel schwer verwundet. Nach dem Ende seiner Tätigkeit als Bergarbeiter wurde er 1947 Jugendsekretär der IG Bergbau für den Bezirk Süddeutschland, 1950 wurde er deren Bezirksleiter. Für einige Jahre saß er als Vertreter der knappschaftlich Versicherten im Knappschaftsvorstand, 1962 wurde er zum Vorsitzenden des Knappschaftsverbandes gewählt, zugleich vertrat er die Süddeutsche Knappschaft und gehörte der Arbeitsgemeinschaft aller deutschen Knappschaften an. Von 1958 bis 1970 gehörte er dem Bayerischen Landtag an. Darüber hinaus saß er im Kreistag des Landkreises Miesbach und im Gemeinderat seiner Heimatgemeinde Hausham, von 1966 bis zu seinem Tod war er dort erster hauptamtlicher Bürgermeister. Am 9. Juni 1969 wurde ihm der Bayerische Verdienstorden verliehen.